# Museo de la Música Colección Luis Delgado
El Museo de la Música: Colección Luis Delgado, situado en la localidad de Urueña, en Valladolid (España), muestra una colección privada de instrumentos perteneciente al compositor, intérprete e investigador Luis Delgado y la Doctora en Filosofía, pedagoga y profesora de danza Gema Rizo.     
El Museo de la Música Colección Luis Delgado pertenece a la lista de museos de Castilla y León. Está considerado como uno de los museos de música más destacados de España.
Desde el 2002 su sede se encuentra en Urueña, Valladolid. Siendo el director el propio Luis Delgado. Cuenta con una oferta de actividades educativas y de exposiciones itinerantes o puntuales fuera de su sede.

## Historia
El Museo de la Música de Urueña reúne más de 600 instrumentos de diferentes procedencias y nacionalidades. La colección completa asciende a un total de 1.300 instrumentos. 
El museo ofrece al visitante una amplia diversidad de instrumentos, con diferentes sonidos, formas y materiales que ayudan a descubrir y a valorar la capacidad humana desarrollada en la construcción de estas herramientas sonoras. 
Los instrumentos que conforman el museo están en condiciones de uso y son frecuentemente utilizados en conciertos, conferencias, grabaciones, etc.  
El Museo de la Música ofrece una visita que permite adentrarse en el arte y en la creatividad humana, realizando, a través de los instrumentos, un viaje en el tiempo y el espacio. Los diferentes materiales que conforman las piezas de la colección, como la piel, el hueso, la madera, los metales, la piedra, el barro, son los elementos de los que el ser humano se ha servido para lograr construir estos objetos que nos fascinan a través de su sonido y de su forma.

## Edificio
El Museo de la Música se inauguró en el año 2002, en la C/ Catahuevos n.º 10 de Urueña.    
El edificio en el que se encuentra fue construido específicamente para poder albergar la Colección. El espacio consiste en una nave principal y amplia, con forma rectangular rodeada por vitrinas de cristal.  El espacio está dividido en una doble altura, con un corredor circundante, al que se accede mediante una escalera central.     

## Colección

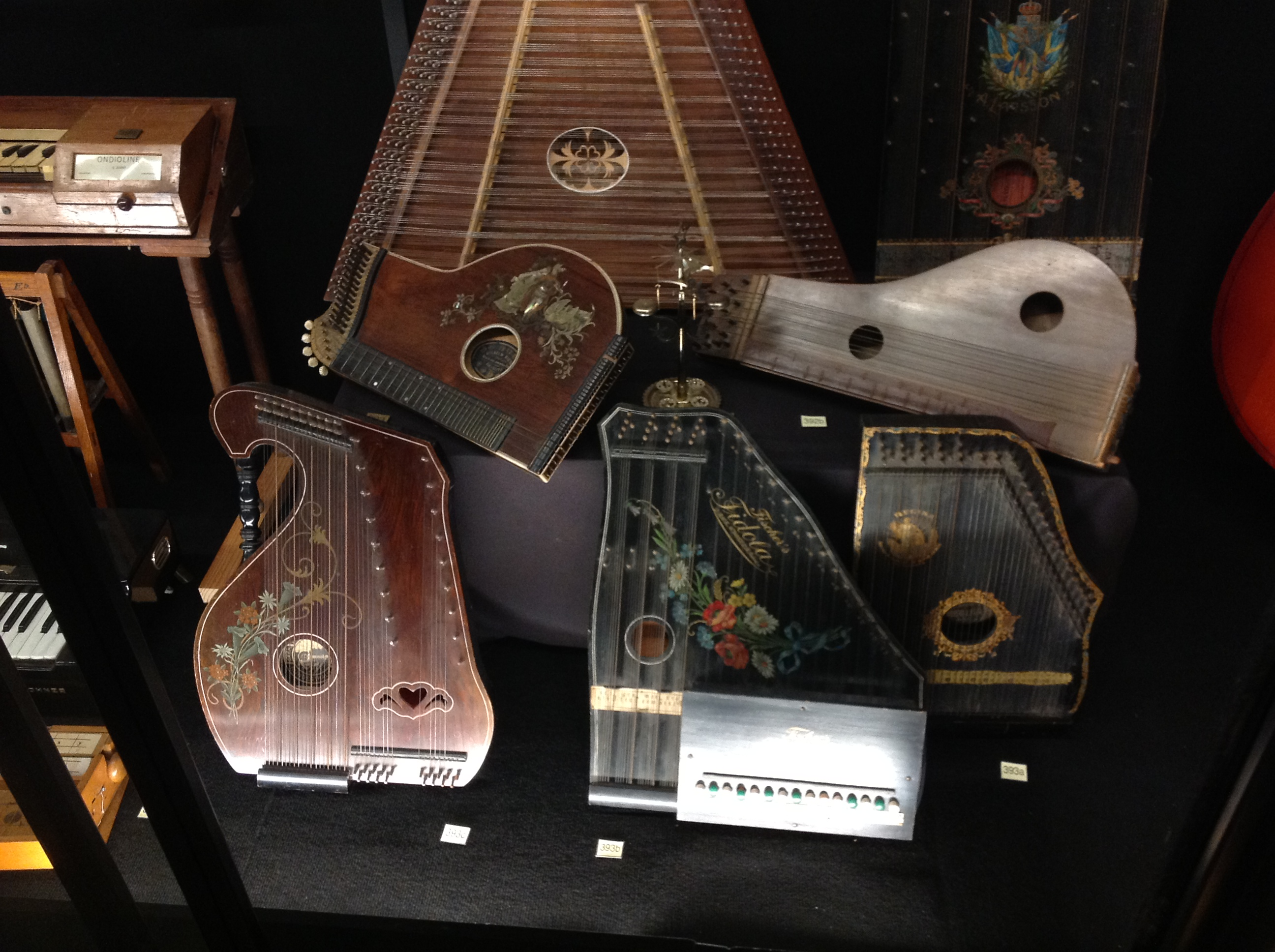
Detalle de instrumentos

El visitante puede conocer la colección a través de una audio-guía que dura unos cincuenta minutos y que le conduce por las piezas principales que la componen, facilitando datos de los instrumentos más relevantes y escuchando una grabación con cada sonido. Así mismo están a disposición unos códigos QR en donde se puede descargar el listado pormenorizado de todos los instrumentos. 
Esta colección se puede dividir en los siguientes apartados:
- Instrumentos que parten de la iconografía medieval (códices, tallas, miniaturas, etc.) cuya construcción se han encargado a constructores y luthieres especializados en este tipo de música.

- Instrumentos que se han ido incorporando a la colección a través de viajes por todo el mundo, teniendo en cuenta tanto el valor simbólico e histórico de cada elemento, como el contexto cultural, social y musical.

- Instrumentos recibidos a través de donaciones y cesiones de diversas personalidades de la música.

- Instrumentos originales de los siglos XVIII, XIX y principios del XX.[5]